# Allulosio
Il D-allulosio (conosciuto anche come allulosio, D-psicosio, psicosio) è un 
chetoesoso, ovvero un glucide monosaccaride con un gruppo chetonico in posizione 2; esso è 
epimero in C3 del D-fruttosio.
Considerato come "zucchero raro" a causa dell'esiguo numero di alimenti in cui è presente, peraltro in quantità ristrette (in frumento, uvetta e fichi).
Noto soprattutto per il suo potere dolcificante pari al 70-80% di quello del 
saccarosio, con solo il 10% dell'apporto energetico (0.2 kcal/g), è attualmente in commercio come sostituto dello zucchero principalmente in Giappone.

## Storia
Si può trovare sotto forma di sciroppo, prodotto e commercializzato con il nome di Rare Sugar Sweet® in Giappone dalla Matsutani Chemical Industry Co. Ltd.
Nel 1994 il professor Izumori dell'università di Kagawa, in Giappone, ha scoperto l'enzima che permetteva la sintesi in larga scala e con alte rese del D-allulosio; dal 1999 la collaborazione tra università e la Matsutani CI ha portato a numerose pubblicazioni riguardanti la sicurezza del D-allulosio e la conseguente produzione in larga scala.
Nel 2014 la U.S. Food and Drug Administration lo ha riconosciuto come GRAS (Generically Recognized As Safe). Nell'Unione Europea ne è tuttora proibito l'utilizzo.
L'interesse scientifico verso l'allulosio sta crescendo a causa della scoperta di proprietà schiumogene con proteine di dell'uovo e la capacità di produrre antiossidanti derivanti dalla reazione di Maillard.

## Biochimica
Nonostante il 70-84% dell'allulosio ingerito riesca ad essere assorbito dal sangue nel tratto digestivo, è eliminato direttamente dalle urine non costituendo forma energetica.
Di conseguenza, non alza il livello di insulina nel sangue, il che lo rende potenzialmente ideale come sostituto dello zucchero in soggetti diabetici.
Ricerche condotte dall'università di Kagawa dimostrano che, a bassi dosaggi, il D-allulosio riduce l'ossidazione dei grassi a discapito dei carboidrati nella fase post-prandiale , . Una ricerca ne ha dimostrato gli effetti ipoglicemici .